# 內蓋夫本-古里安大學
本-古里安大学（希伯來語：‎）是一所位于以色列的大学。

## 历史
建立于1969年，坐落以色列貝爾謝巴。1973年以色列第一任總理大衛·本-古里安過世後，改為現名。拥有贝尔谢巴、Sede Boqer和Eilat 3个校区。

## 院系设置
本-古里安大学包括工程科学部、健康科学部、自然科学部、人文和社会科学部，以及管理学院、Kreitman研究生院。其在新能源、旱地农业、水资源等领域的研究居于世界领先地位，并且与工业界有着密切的合作，获得非政府资助经费居以色列大学首位。

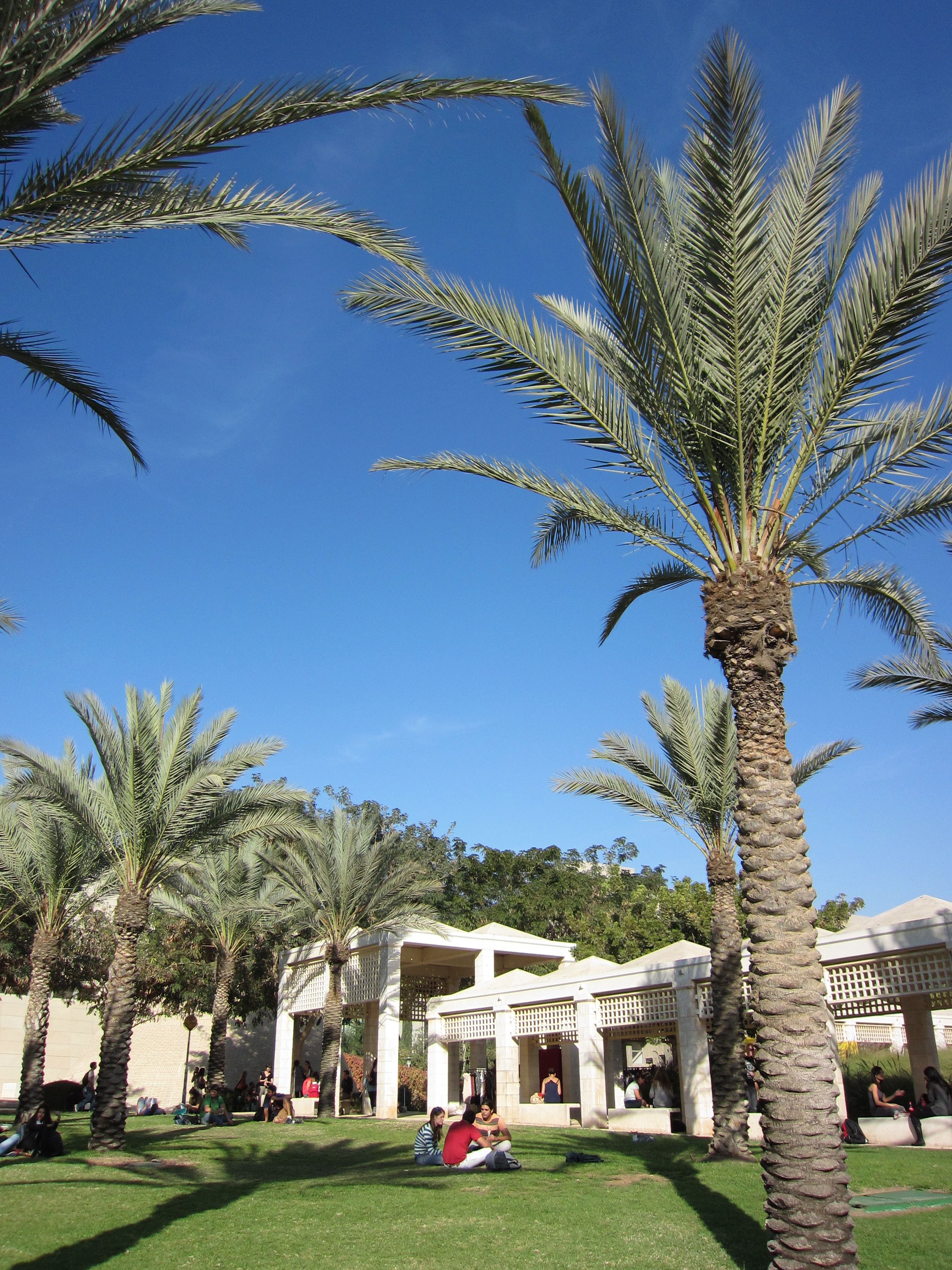
本-古里安大学校园